# Гомес Педраса, Мануэль
Мануэль Гомес Педраса (исп. Manuel Gómez Pedraza; 22 апреля 1789 — 14 мая 1851) — мексиканский генерал и политик, занимавший пост президента в 1832—1833 годах.

## Биография
Родился в достаточно богатой семье, принадлежащей к среднему классу. Был студентом, когда началась война за независимость Мексики от Испании в 1810 году. Поступил на службу в королевскую армию под командованием генерала Феликса Кальехи и вскоре получил звание лейтенанта. Боролся с мексиканскими повстанцами и участвовал в пленении Хосе Мария Морелоса. В 1820 году стал депутатом от Новой Испании в испанском парламенте (Генеральные кортесы Испании).
В 1821 году, после падения власти вице-короля, присоединился к Агустину де Итурбиде, который стал его личным другом. Итурбиде сделал его командиром гарнизона Мехико. В период Первой Мексиканской империи под правлением Итурбиде (1821—1823) был анти-федералистом, но после падения Итурбиде перешёл на позиции федерализма.
В 1824 году стал губернатором и командующим войсками в штате Пуэбла. В 1825 году президент Гуадалупе Виктория сделал его министром армии и флота, а позже министром внутренних и иностранных дел в своём кабинете.

Создал политическую партию, членов которой стали называть «модерадос» (с исп. — «умеренные», то есть умеренные либералы), куда вошли люди достаточно разных взглядов.
Был кандидатом на пост президента республики в 1828 году, соперничая с Висенте Герреро, и победил на выборах. Тем не менее, 3 декабря того же года, когда войска, находившиеся по контролем его политических противников (в том числе Л. Санта-Анны), окружили президентский дворец, он отказался от своей победы и покинул страну, уехав во Францию (проживал в Бордо). Результаты выборов были аннулированы, и Висенте Герреро был объявлен президентом.
В октябре 1830 года вернулся в Мексику, но почти сразу же был вынужден вновь отправиться в изгнание, на этот раз — в Новый Орлеан (США). Там он опубликовал манифест против правительства Анастасио Бустаманте.
Вновь вернулся в Мексику 5 ноября 1832 года. На этот раз его признали в качестве президента, и он вступил в должность 24 декабря в штате Пуэбла. Вступил в Мехико 3 января 1833 года в сопровождении Лопеса Санта-Анны. Одним из первых его действий на посту было официальное обеспечение соблюдения указа 22 февраля 1832 года, предполагавшего изгнание оставшихся испанских граждан из страны.
Вскоре после того как стал президентом, созвал Конгресс, который, однако, избрал президентом Санта-Анну, а Гомеса Фариаса Валентина вице-президентом.
В 1841 году Гомес Педрас был назначен в кабинет Санта-Анны в качестве министра внутренних и иностранных дел. Кроме того, в 1841 году он был депутатом парламента и был задержан, когда Конгресс был распущен. Когда в 1844 году состоялись федеральные выборы, публично обвинил Санта-Анну в диктатуре.
В 1846 году стал членом Государственного совета, а в следующем году вернулся на пост министра иностранных дел, когда мексиканское правительство находилось в Керетаро из-за американской оккупации Мехико. В период обсуждения в Конгрессе «договора Гвадалупе-Идальго», которым в феврале 1848 года закончилась война, занимал должность президента Сената.
В 1850 году снова участвовал в выборах на пост президента, но потерпел поражение от генерала Мариано Ариста. В последние годы жизни был директором ломбарда.
Умер в Мехико в 1851 году, отказавшись от обрядов и от каких-либо памятников. Духовенство не позволило произвести его погребение на освящённой земле.